# 小垣江駅
小垣江駅（おがきええき）は、愛知県刈谷市小垣江町にある名鉄三河線の駅である。駅番号はMU04。manacaが使用可能である。

## 歴史
- 1914年（大正3年）2月5日 - 三河鉄道の駅として開業[1]。
- 1927年（昭和2年）
  - 5月19日 - 対欧無線電信所（依佐美送信所）建設のため、依佐美村大字高須山ノ田までの2.5kmの専用線が開通[2]。
  - 7月11日 - 専用線の運行開始[3]。
  - 9月30日 - 専用線の運行終了。軌道撤去[4]。
- 1941年（昭和16年）6月1日 - 三河鉄道が名古屋鉄道に合併。同社三河線の駅となる。
- 1977年（昭和52年）5月25日 - 貨物営業廃止[5]。
- 2002年（平成14年）7月6日 - 前川改修工事による配線変更により、駅から橋梁までの区間が複線化[6]。
- 2005年（平成17年）9月14日 - 東西連絡踏切の供用開始。駅舎改築、無人化[7]。「トランパス」導入。
- 2011年（平成23年）2月11日 - ICカード乗車券「manaca」供用開始。
- 2012年（平成24年）2月29日 - トランパス供用終了。

## 駅構造
島式1面2線ホームの行違い可能な地上駅である。2002年7月には刈谷市側にある前川の河川改修が行われ、その際に当駅から橋の部分までが複線となった。
駅集中管理システム（管理駅は知立駅）が導入された無人駅である。改札口はホームの碧南寄りに1箇所あり、付近には自動券売機（新規manaca通勤定期乗車券及び継続manaca定期乗車券の購入にも対応しているが、7:00～22:00以外の時間帯は名鉄ミューズカードでの決済は不可能である）と自動精算機（ICカードの積み増し等も可能）を1台ずつ備えている。
旧駅舎の屋根の鬼瓦には三河鉄道の社紋が入っていた。社紋入り鬼瓦は9枚あり、駅舎解体後は名鉄資料館、高浜市立郷土資料館、刈谷市郷土資料館に保存されている。旧駅舎時代は構内踏切で島式ホームと繋がっており、列車は右側通行であった。
東口には約4300平米の送迎用ロータリーがあり、屋根付き駐輪場や公衆トイレなどを含む駅整備事業費として刈谷市が約3400万円かけて整備した。

### のりば
| 番線 | 路線              | 方向 | 行先     |
| ---- | ----------------- | ---- | -------- |
| 1    | MU 三河線（海線） | 下り | 知立ゆき |
| 2    | MU 三河線（海線） | 上り | 碧南ゆき |

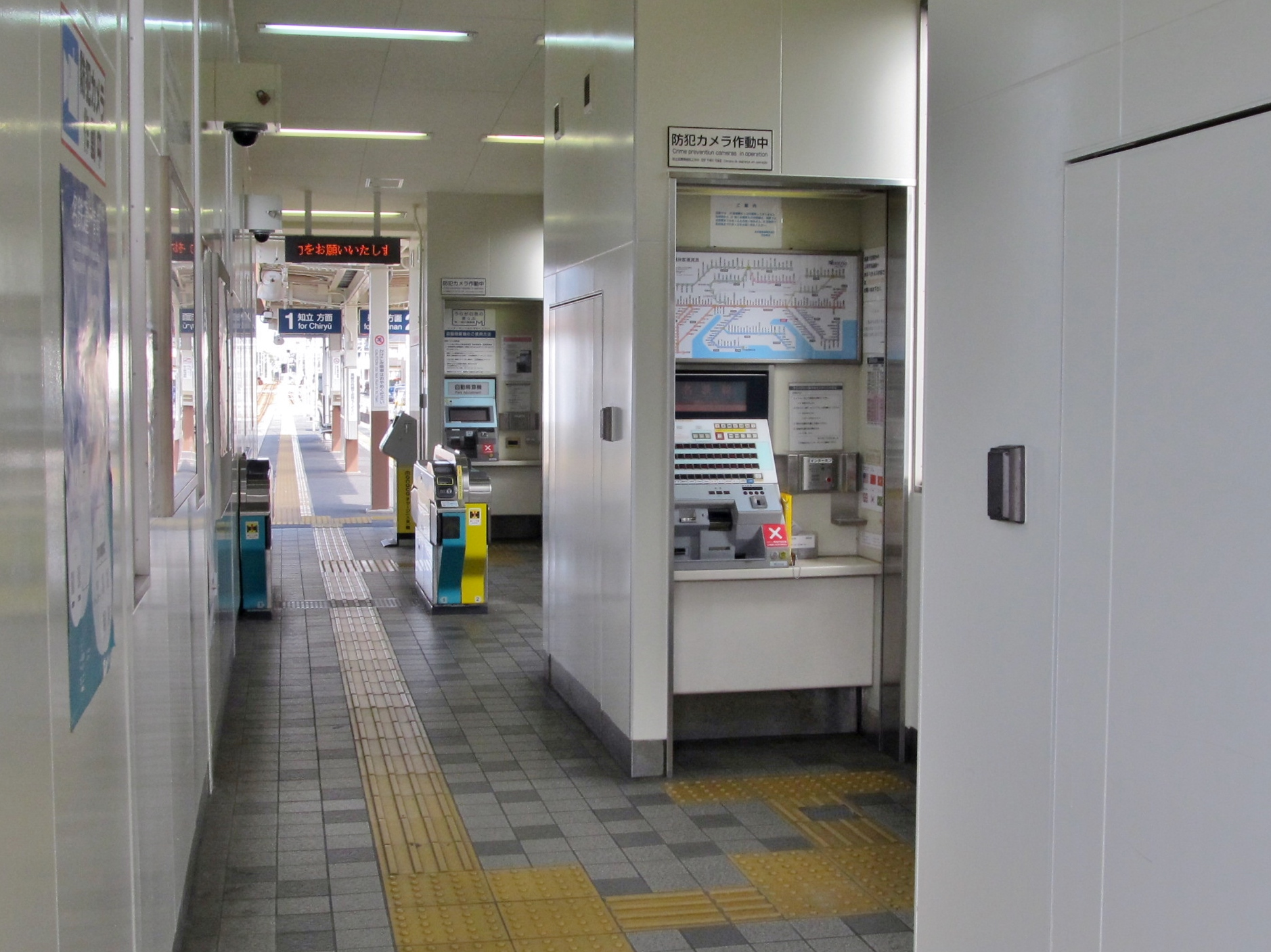
改札口
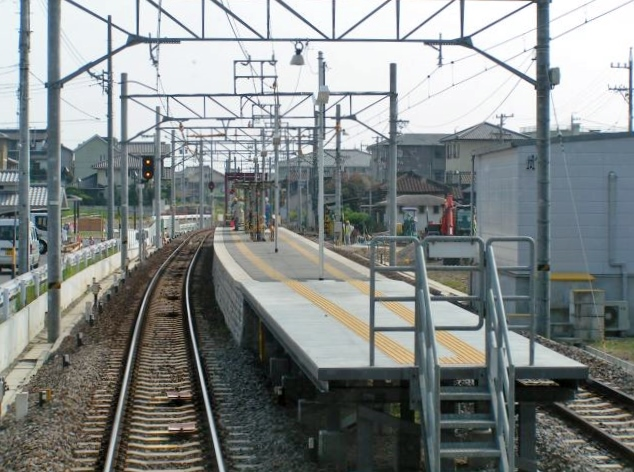
ホーム
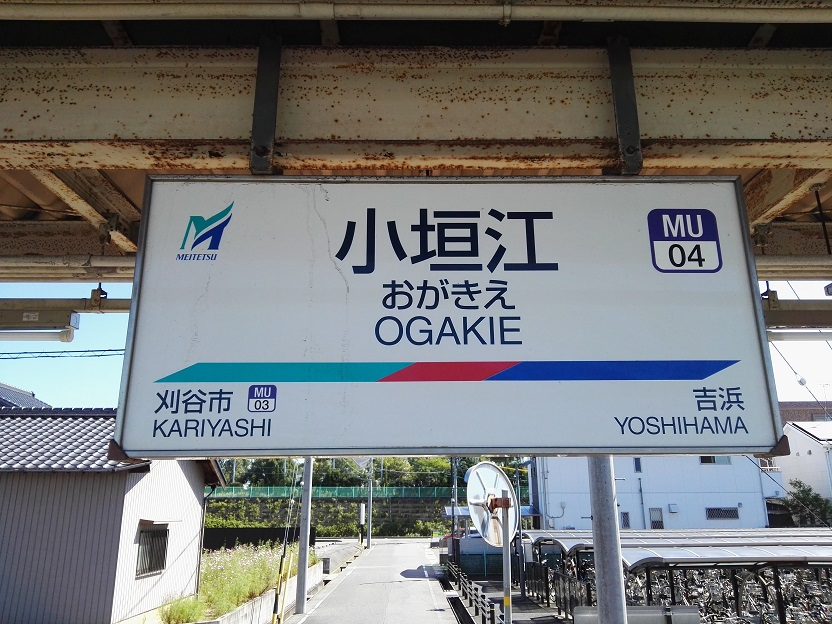
駅名標

### 配線図
| ← 刈谷・ 知立方面                         | 小垣江駅 構内配線略図 | → 三河高浜・ 碧南方面 |
| 凡例 出典: 知立方面は前川橋梁の先まで複線 |                       |                       |

## 利用状況
- 『名鉄120年：近20年のあゆみ』によると2013年度当時の1日平均乗降人員は3,160人であり、この値は名鉄全駅（275駅）中136位、 三河線（23駅）中13位であった[20]。
- 『名古屋鉄道百年史』によると1992年度当時の1日平均乗降人員は2,201人であり、この値は岐阜市内線均一運賃区間内各駅（岐阜市内線・田神線・美濃町線徹明町駅 - 琴塚駅間）を除く名鉄全駅（342駅）中165位、 三河線（38駅）中18位であった[21]。
- 『刈谷の統計』『移動等円滑化取組報告書』によると、近年の1日平均乗降人員は下表のとおりである[22][23]。

| 年度               | 1日平均 乗降人員 |
| ------------------ | ---------------- |
| 2009年（平成21年） | 2,417            |
| 2010年（平成22年） | 2,529            |
| 2011年（平成23年） | 2,613            |
| 2012年（平成24年） | 2,811            |
| 2013年（平成25年） | 3,160            |
| 2014年（平成26年） | 3,233            |
| 2015年（平成27年） | 3,433            |
| 2016年（平成28年） | 3,524            |
| 2017年（平成29年） | 3,604            |
| 2018年（平成30年） | 3,759            |
| 2019年（令和元年） | 3,846            |
| 2020年（令和02年） | 3,117            |

## 駅周辺

### 主な施設
- 小垣江小学校
- 小垣江幼稚園
- 刈谷自動車学校
- フローラルガーデンよさみ

### バス路線
- 刈谷市公共施設連絡バス「小垣江・依佐美線」
  - 当駅を起終点に、小垣江・依佐美地区と刈谷市中心部との間を環状に結ぶ経路となっている。
  - 刈谷市駅方面は西口、野田新町駅方面は東口の発着。
  - 小垣江駅西口 - 司町4丁目 - 刈谷市駅 - 刈谷市役所 - 刈谷駅南口 - 刈谷豊田総合病院 - 野田新町駅南口 - フローラルガーデンよさみ - 依佐美中学校 - 小垣江駅東口

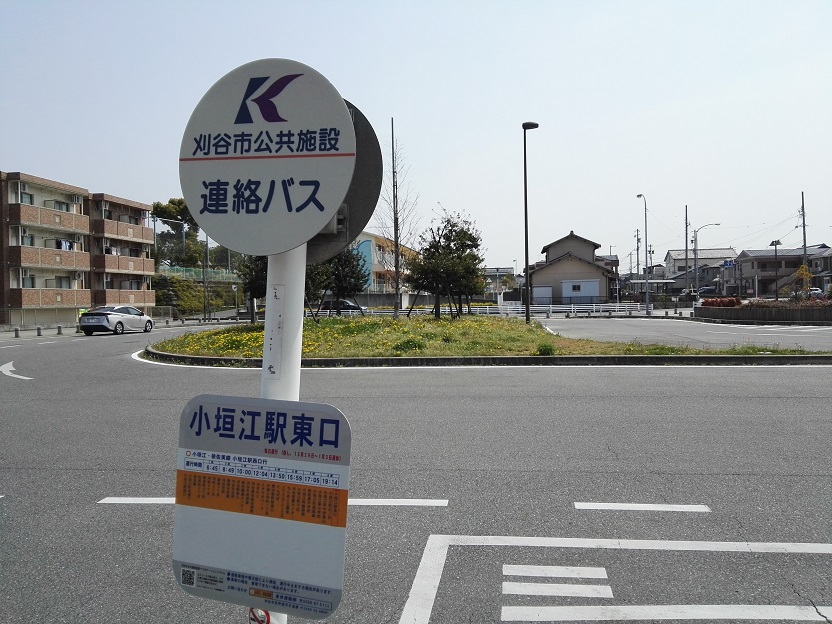
バス停と駅前ロータリー

## 隣の駅
名古屋鉄道
MU 三河線（海線）
刈谷市駅 (MU03) - 小垣江駅 (MU04) - 吉浜駅 (MU05)